# USS LST-751
O USS LST-751 foi um navio de guerra norte-americano da classe LST que operou durante a Segunda Guerra Mundial.